# Mikroregion Urbanická brázda
Mikroregion Urbanická brázda je svazek obcí (dle § 49 zákona č.128/2000 Sb. o obcích) v okresu Hradec Králové, jeho sídlem je Praskačka a jeho cílem je koordinování celkového rozvoje území mikroregionu na základě společné strategie, koordinování územních plánů a územního plánování, společný postup při prosazování ekologické stability území a společná propagace mikroregionu v cestovním ruchu. Sdružuje celkem 12 obcí a byl založen v roce 2002.

## Obce sdružené v mikroregionu
- Dobřenice
- Hvozdnice
- Kratonohy
- Lhota pod Libčany
- Libčany
- Obědovice
- Osice
- Osičky
- Praskačka
- Roudnice
- Syrovátka
- Urbanice